# Eugeissona utilis
Eugeissona utilis är en enhjärtbladig växtart som beskrevs av Odoardo Beccari. Eugeissona utilis ingår i släktet Eugeissona och familjen Arecaceae. Inga underarter finns listade i Catalogue of Life.